# Château de Yeniyurt
 (avril 2020).
Le château de Yeniyurt (en turc : Yeniyurt Kalesi) est un château en ruine situé dans la province de Mersin, en Turquie. L'ancien nom du château n'est pas connu. Yeniyurt est le nom d'un village voisin.

## Géographie
Le château est situé sur une colline dans une zone de pénéplanation au nord-ouest de Erdemli dans la région de Mersin. Le château donne sur la vallée de Kayacı et la rivière Limonlu . La distance jusqu'à Erdemli est de 25 kilomètres et de 60 kilomètres jusqu'à Mersin. Il se situe à 20 kilomètres d'Ayaş, le village côtier le plus proche.

## Château
Le château, en grande partie en ruines, est notable pour ses matériaux de construction particuliers. C'est un château de l'époque hellénistique construit pour contrôler la vallée.
Plus tard, il a été reconstruit par l'Empire byzantin ou le Royaume arménien de Cilicie pendant le Moyen Âge. Il reste des traces de trois tours, une nécropole et une basilique ainsi que quelques maisons.